# 腕輪念珠

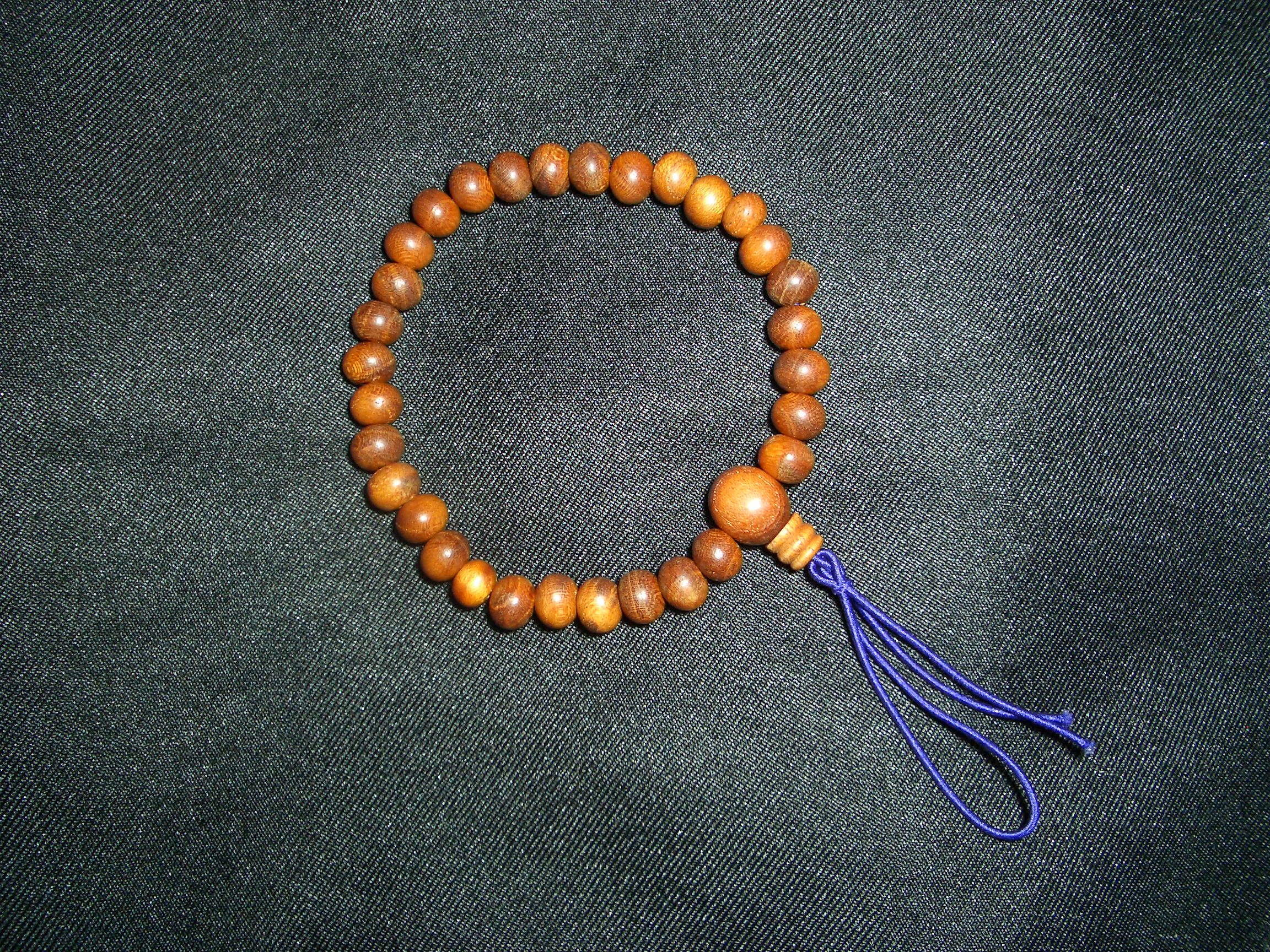
腕輪念珠（房付）

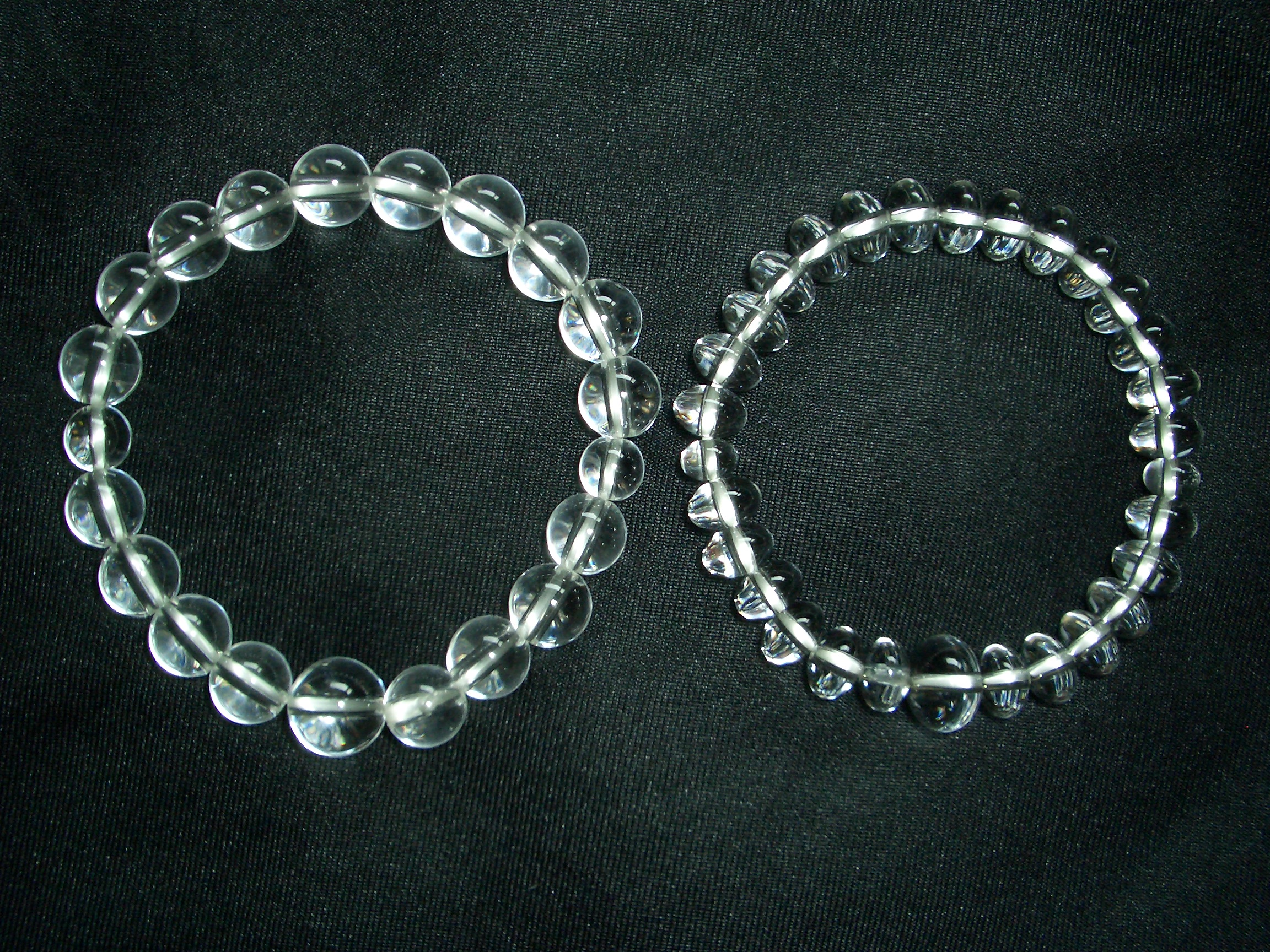
ブレス念珠（水晶）
左：男性サイズ・右：女性サイズ

腕輪念珠（うでわねんじゅ）とは、法具である数珠（念珠）を腕に着けられるように小型化したもの。「腕珠（わんじゅ）」、「腕数珠」とも言う。念珠専門店や仏具店、寺院や観光地の土産物店などで販売されている。最近では、寺院の落成記念などの記念品として、配られることもある。合掌時の時に数珠の代わりに用いるには、大きさに難がある。

## 腕輪念珠を着ける意味
一般的な意味
- パワーストーンで組みあげてお守りとして。
- アクセサリーファッションとして着ける。

宗教上の本来の意味
- お守りとしてでは無く、念珠を常に手にして生活（仏を身近に感じる生活）を送りたいという心から。教義上、お守りを持たない宗旨・宗派がある。
- 供養の意味等宗派によって、人によって、その時々で様々な意味がある。宗派によって、念珠の組み方が違う事がある。

## 材質
- 珠の材質は、数珠同様の物が使われる。
- 中糸はゴムで出来ていて、留め金が無い物が多い。

## 腕輪念珠のタイプ
下記のタイプを組み合わせることにより、さまざまな形の腕珠がある。（用語に関しては、数珠を参照。）

### 房があるタイプと房が無いタイプ
房がある数珠タイプ
中糸に色付きのゴムを使用して、親珠に「ぼさ」を付けて糸を出し、結び目を付ける。紐房に似せた結び目を付ける物が多い。房糸に弟子珠を入れた物もある。
房が無いブレスレットタイプ
ブレス念珠とも呼ばれる。親珠に房を出す穴が無く、房を持たないタイプ。結び目を珠の中に隠す為、中糸はより細いシリコンゴムが主に用いられる。以下のようなさまざまタイプがある。
- 親珠・二天玉（四天珠）があり、念珠としての意味を残したタイプ。親玉に房を出す穴は無い。
- 主珠だけで成り、ファッション性を強くしたタイプ。
- 浄土宗用の念珠の片側の輪の様に、副珠と呼ばれる小珠を主珠と交互に入れたタイプ。

### 一重のタイプと二重のタイプ

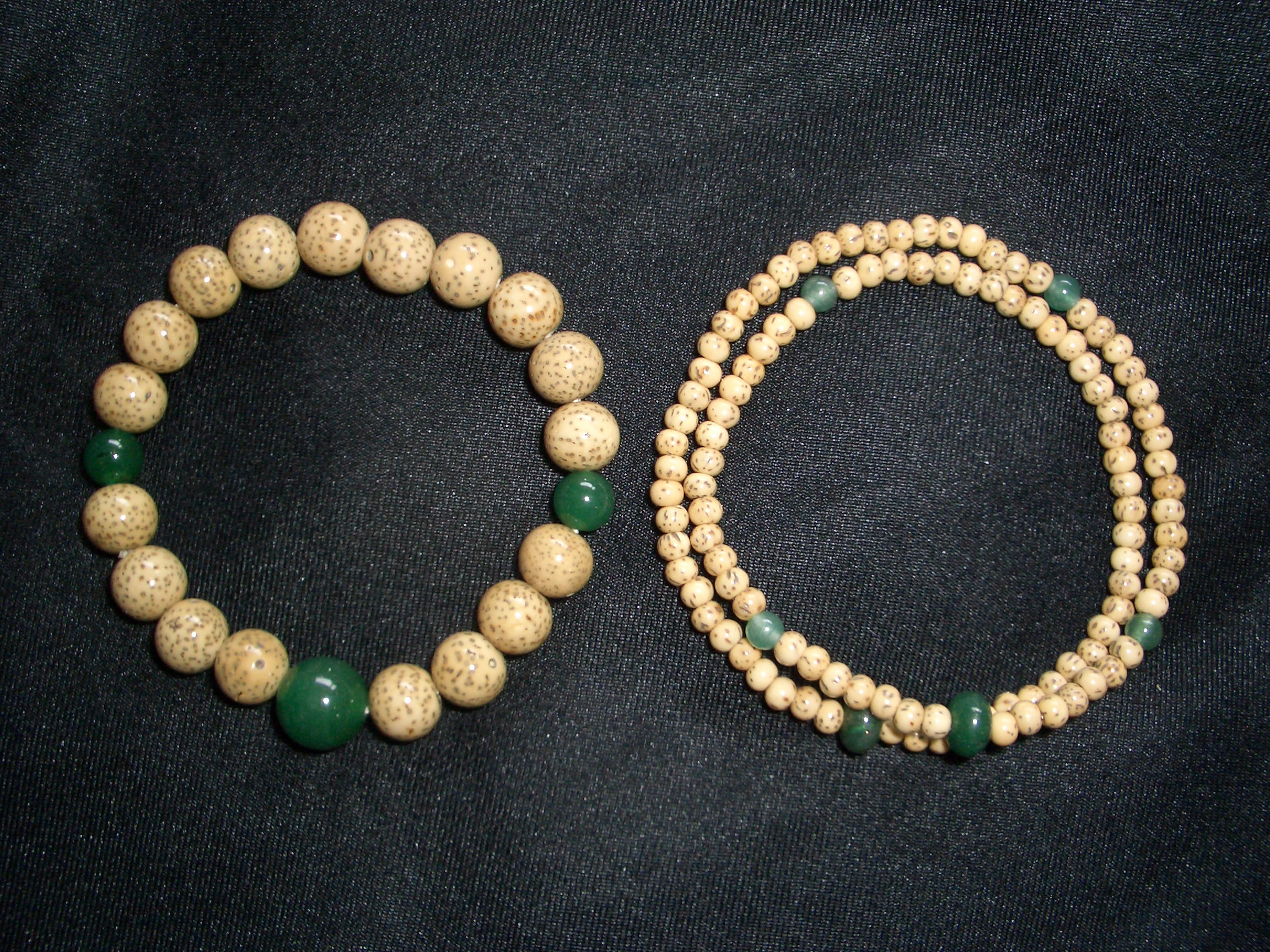
ブレス念珠（星月菩提樹）
左：18玉・右：108玉

片手念珠を小型化したタイプ
片手念珠を小型化した物。珠は主珠に親珠・ボサ・二天珠から成る。中には、親珠をボタン状の平形にして108珠にした一重の腕輪念珠もある。
本連念珠を小型化したタイプ
主珠の数を108にし、（正式念珠に合わせた数の）親珠、四天珠を入れた物。主珠の大きい物は、三重にして着けるタイプもある。

## 腕輪念珠のオーダーメイド
- 念珠店などでは、数珠同様にオーダーメイドにて製作してくれる店もあり、市販品にはない凝った物も入手できる。

## 中糸の交換
- 中糸がゴム製で水に弱いため、定期的な交換が必要である。
- 交換は、念珠専門店などに持ち込むか、手先の器用な人なら自分でゴムを購入してきて交換することもできる。
- 厄が切れるとの考えから、中糸を交換せずに用いる場合もある。